# Неопрен

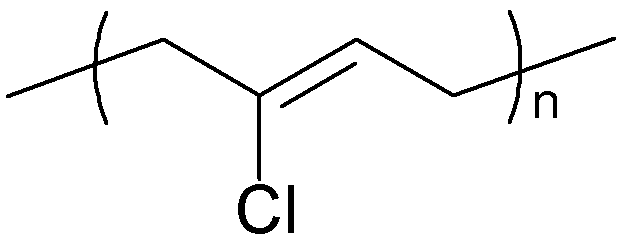
Хімічна структура повторюваної ланки неопрену

Неопре́н (англ. Neoprene) або поліхлоропрен — різновид синтетичного каучуку. Спочатку — патентована торгова марка компанії DuPont. Водонепроникний, еластичний, м'який, пористий матеріал. Колір — зазвичай чорний, рідше — темно-коричневий або сірий.

## Історія
Неопрен винайдений вченими «DuPont» 17 квітня 1930  Арнольдом Коллінзом і Воллесом Карозерсом і розроблявся спочатку, як стійка до впливу оливи заміна натуральної гуми.
DuPont вперше вивів на ринок отриману сполуку в 1931 році під торговою маркою DuPrene, , але його здатність бути комерціалізованим було ускладнене через оригінальність процесу виробництва, який залишив продукт з неприємним запахом. Незабаром був розроблений новий процес, в якому були усунуті побічні продукти, що викликали неприємний запах, а також у двічі скорочені витрати на виробництво, і компанія почала продавати матеріал для виробників готової кінцевої продукції.  Для запобігання заподіяння шкоди репутації продукту, торговельної марки DuPrene було обмежено її застосування тільки до кінцевих продуктів, що продавалися компанією Дюпон.  Проте оскільки компанія сама по собі не виробляла будь-яких продуктів, що містили DuPrene, товарний знак був виключений у 1937 році і замінений загальною назвою, неопрен. Потім DuPont активно працювала для створення попиту на свою продукцію, реалізація маркетингової стратегії, яка включала публікацію свого технічного журналу, в якому широко освітлювалися принади неопрена, а також рекламувалися продукти інших компаній, у яких використовувався неопрен.  До 1939 року від продажу неопрену компанія отримала понад $ 300 000 прибутку. 

## Властивості неопрену
- Незмінність характеристик під тривалим впливом сонця, води, повітря.
- Може контактувати з мастилом і багатьма іншими хімікатами.
- Широкий температурний діапазон застосування від −55 °C до +90 °C.
- Менш горючий, в порівнянні з багатьма типами гуми.
- Стійкий до ушкоджень завдяки гнучкості та пластичності.
- Чудові ізолювальні властивості.
- Висока міцність при розтягуванні.
- Довговічність.
- Зносостійкість.
- Хороші адгезивні властивості.
- Повітря-, вологонепроникний.
- Нешкідливий для довкілля
- Нейтральний при контакті зі шкірою людини.

Залежно від того, які властивості виробам необхідні, до складу полімеру вводять добавки, наприклад сірку або інші полімери, які дозволяють йому знаходити застосування в багатьох галузях промисловості.

## Застосування

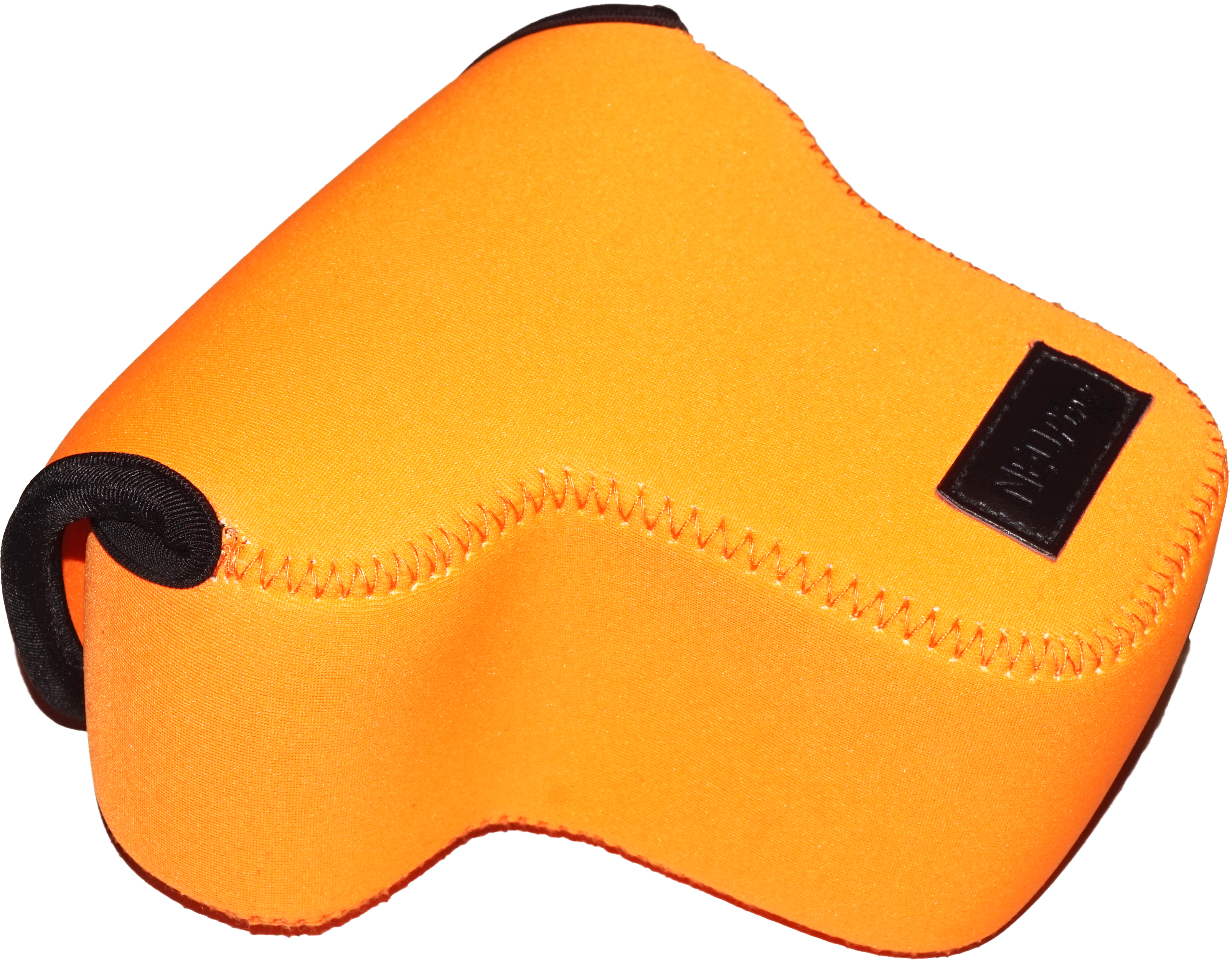
Сумка для фотокамери з неопрену

Має безліч варіантів застосування, наприклад, з нього виготовляють гідрокостюми.
Крім того, неопрен застосовувався при виготовленні Transit Habitation Module (транспортного житлового модуля), що розробляється фахівцями NASA для міжнародної космічної станції.
На практиці неопрен може використовуватися за температури від −55 °C до +90 °C, проте реальний температурний діапазон залежить від конкретного хімічного складу матеріалу. Неопрен є стійким до впливів сонячного світла і хімічноактивним нафтопродуктам. Це робить його ідеальним ізолятором для застосування як оболонки в зовнішніх кабельних системах. Електричні властивості неопрену не такі добрі, як у інших матеріалів, тому зазвичай використовують потовщену оболонку ізолятора.

### Неопрен у водолазній справі
У 1953 році засновник компанії Beuchat International Жорж Бюша винайшов перший у світі костюм на основі спіненої гуми. Існує безліч різних варіантів застосування неопрену у водолазній справі і підводному плаванні. Для гідрокостюмів мокрого типу використовується звичайний, або пористий неопрен (тобто неопрен у своєму первісному вигляді).
Для виготовлення гідрокостюмів сухого типу найчастіше використовується пресований неопрен (або неопрен, пори якого частково або повністю розчавлені), що збільшує надійність і зменшує плавучість гідрокостюма. Для підводного полювання використовують звичайний неопрен, але з так званою, зрізаною порою, тобто на виворітній стороні гідрокостюма є не закриті, а зрізані пори, за рахунок чого матеріал як на «присосках» прилипає до тіла, в результаті чого зменшується циркуляція води всередині костюма, і підводному мисливцю стає тепліше.

### Аксесуари для дому
Відносно нещодавно, неопрен став улюбленим матеріалом для домашніх та побутових аксесуарів. для дому, включаючи чохли та підкладки для ноутбуків, планшетників та IPod'ів, покриття пультів дистанційного керування та велосипедних сідел. На цьому ринку, неопрен іноді конкурує з LRPu (різновид поліуретану), який є міцнішим, проте менше використовуваним матеріалом.

### У музиці
Виробник музичних інструментів Yamaha почав заміну коркових елементів для герметизації на елементи із неоперену (наприклад, ущільнення стиків кларнету або гобою). Неопрен також стали використовувати для виробництва барабанів, та барабанних елементів.

### Інші галузі
Неопрен використовують у садівництві. Невеликі вставки неопрену використовують для утриманні рослини на місці при поширенні живців. У спорті та туризмі використовують неопренові елементи одягу. Із кожним днем ця сполука находить своє застосування у все більшій кількості товарів.